# 大陸斜面

大陸斜面（たいりくしゃめん、continental slope）は、海底の地形（海洋地形）の一つで、大陸棚と大洋底（または深海底）の間の急な斜面。ここには海底谷や海底扇状地などが存在する。
水深200m〜2440m。